# Malin Birgerson
Malin Susanna Margareta Birgerson, född 28 januari 1968 i Täby, Stockholms län, är en svensk skådespelare.

## Biografi
Birgerson utbildades vid Skara skolscen 1990–1991 och Teaterhögskolan i Malmö 1992–1995. Efter studierna där engagerades hon vid Borås Stadsteater. Hon har även varit engagerad vid Boulevardteatern, Nya Skånska Teatern i Landskrona och från 1997 vid Stockholms stadsteater och Klara Soppteater. Hon är känd som Alice Levander i filmerna om Martin Beck.
Birgerson är gift med Sven Irving, journalist och tidigare nyhetschef på TV4. Sedan 2011 arbetar hon på fackförbundet Unionen som ombudsman.

## Filmografi
- 2001 – Beck – Mannen utan ansikte
- 2001 – Beck – Kartellen
- 2002 – Beck – Sista vittnet
- 2002 – Beck – Enslingen
- 2002 – Beck – Okänd avsändare
- 2002 – Beck – Annonsmannen
- 2002 – Beck – Pojken i glaskulan
- 2003 – Skeppsholmen (TV-serie)
- 2005 – Kommissionen (TV-serie)

## Teater

### Roller
| År   | Roll | Produktion                | Regi            | Teater           |
| ---- | ---- | ------------------------- | --------------- | ---------------- |
| 1999 |      | Thérèse Raquin Émile Zola | Sisela Lindblom | Boulevardteatern |